# Condado de Spalding
O Condado de Spalding é um dos 159 condados do Estado americano de Geórgia. A sede do condado é Griffin, e sua maior cidade é Griffin. O condado possui uma área de 517 km², uma população de 58 417 habitantes, e uma densidade populacional de 114 hab/km² (segundo o censo nacional de 2000). O condado foi fundado em . Faz parte da região metropolitana de Atlanta